# جاك جيلفورد
جاك جيلفورد (بالإنجليزية: Jack Gilford)‏ مواليد 25 يوليو 1908 في نيويورك، الولايات المتحدة - الوفاة 4 يونيو 1990 في نيويورك، الولايات المتحدة، هو ممثل وكوميدي أمريكي بدأ مسيرته الفنية سنة 1937. امتدت مسيرته الفنية لأكثر من 51 عاما.

## الأعمال
- شيء مضحك حدث في الطريق إلى المحكمة
- إنقاذ النمر
- شرنقة
- نايت كورت
- ذا غولدن غيرلز

## الجوائز
| السنة | الجائزة                 | الفئة                                                    | النتيجة |
| ----- | ----------------------- | -------------------------------------------------------- | ------- |
| 1963  | جائزة توني              | أفضل أداء من ممثل رئيسي في مسرحية موسيقية                | رُشِّح     |
| 1967  | جائزة توني              | أفضل أداء من من ممثل رئيسي في مسرحية موسيقية             | رُشِّح     |
| 1974  | جائزة الأوسكار          | أفضل أداء من ممثل في دور مساعد                           | رُشِّح     |
| 1974  | جائزة غولدن غلوب        | أفضل ممثل مساعد – فيلم                                   | رُشِّح     |
| 1979  | جائزة إيمي داي تايم     | جائزة إيمي داي تايم لـ أفضل أداء في برنامج للأطفال       | فوز     |
| 1989  | جائزة الإيمي برايم تايم | جائزة الإيمي برايم تايم لـ أفضل ممثل ضيف في مسلسل دراما  | رُشِّح     |
| 1989  | جائزة الإيمي برايم تايم | جائزة الإيمي برايم تايم لـ أفضل ممثل ضيف في مسلسل كوميدي | رُشِّح     |

## روابط خارجية
- جاك جيلفورد على موقع IMDb (الإنجليزية)
- جاك جيلفورد على موقع قاعدة بيانات برودواي على الإنترنت (الإنجليزية)
- جاك جيلفورد على موقع قاعدة بيانات الأفلام السويدية (السويدية)
- جاك جيلفورد على موقع إن إن دي بي (الإنجليزية)
- جاك جيلفورد على موقع ديسكوغز (الإنجليزية)
- جاك جيلفورد على موقع قاعدة بيانات الفيلم (الإنجليزية)